# اچ‌ام‌اس اندورانس (ای۱۷۱)
اچ‌ام‌اس اندورانس (ای۱۷۱) (به انگلیسی: HMS Endurance (A171)) یک کشتی بود که طول آن ۹۱ متر (۲۹۸ فوت ۷ اینچ) بود. این کشتی در سال ۱۹۹۰ ساخته شد.